# Église d'Ylitornio
L'église d'Ylitornio (en finnois : Ylitornion kirkko) est une église luthérienne située à Ylitornio en Finlande.